# Fisherwick
Fisherwick est une paroisse civile du Staffordshire, en Angleterre.